# Confederación Campesina del Perú

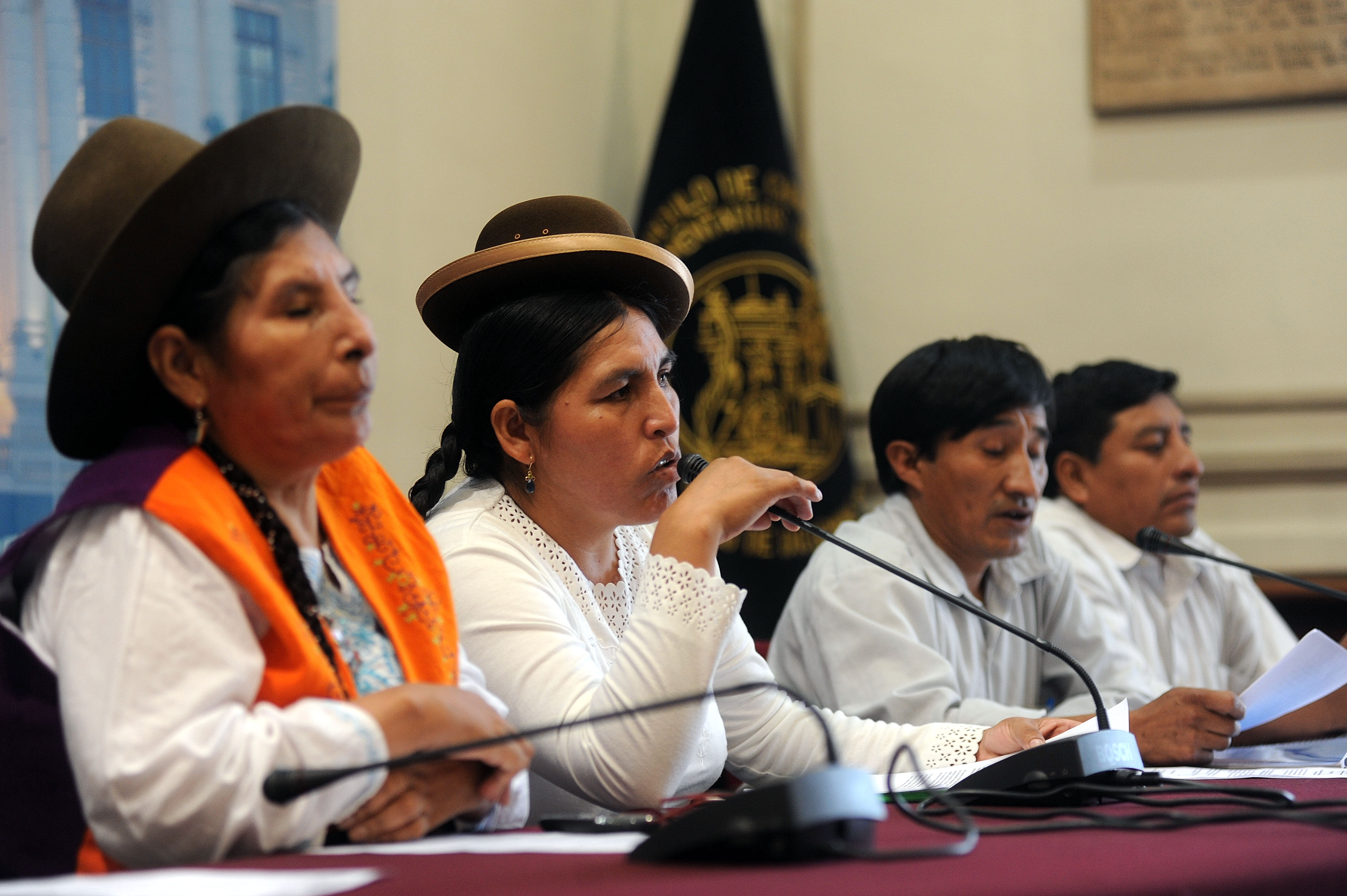
Die Abgeordnete Claudia Coari (Mitte) mit Leitern der CCP (vorn Hilaria Supa Huamán) auf einer Pressekonferenz zum Gesetz zur vorherigen Anhörung der indigenen Völker (Ley de Consulta Previa, beschlossen am 23. August 2011), 21. März 2012.

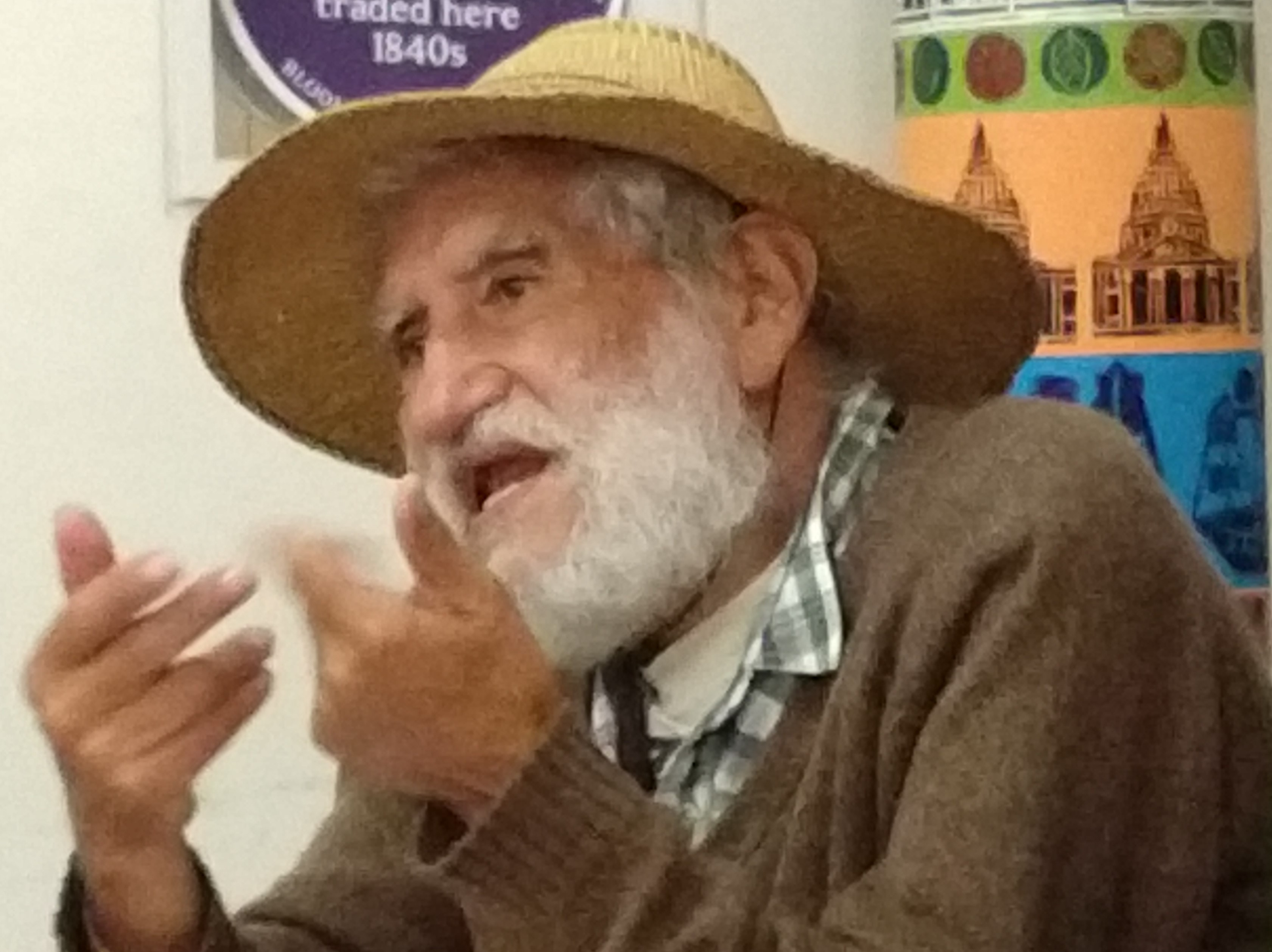
Hugo Blanco Galdós, CCP-Aktivist in den 1960er und den 1980er Jahren (hier 2019).

Die Confederación Campesina del Perú (CCP) ist ein Verband peruanischer Bauernorganisationen mit Sitz in Lima, der 1947 gegründet wurde. Sie spielte bei den Kämpfen der Indigenen in den Anden Perus um die Rückgabe ihrer Ländereien im 20. Jahrhundert eine entscheidende Rolle.
Die CCP ist Mitglied der internationalen Verbände Coordinadora Andina de Organizaciones Indígenas, Coordinadora Latinoamericana de Organizaciones del Campo (CLOC) und Vía Campesina. Derzeitige Leiter sind Jorge Prado Sumari, Roberto López Cruz, Marcelina Vargas Quispe und Melchor Lima Hancco.
Die CCP wurde am 11. April 1947 von Vertretern indigener Dorfgemeinschaften (ayllus), Kleinbauern, Landarbeitern und Tagelöhnern gegründet. Einen Großteil der Mitgliedschaft machten Quechua-Bauern der Andenregion aus. Der erste Generalsekretär war Juan Hipólito Pévez Oliveros, Landarbeiter aus Ica. Weitere wichtige Leiter waren Ernesto Quispe Ledesma, später Rechtsanwalt in der Provinz La Convención (Departamento Cusco), und der trotzkistische Aktivist Hugo Blanco Galdós.
Die CCP organisierte Anfang der 1960er Jahre Landbesetzungen in der Provinz La Convención und dem Distrikt Lares (Region Cusco), was durch die Legalisierung derselben zur ersten, regional begrenzten Landreform in Peru führte. Auch in den Departamentos Pasco und Junín besetzte die CCP in den 1960er Jahren Haciendas. Die CCP unterstützte die Enteignung der Haciendas unter der Militärregierung von Juan Velasco Alvarado ab 1969, kritisierte jedoch die Errichtung staatlich kontrollierter Großbetriebe wie der CAP (Cooperativas Agrarias de Producción) und SAIS (Sociedades Agrícolas de Interés Social), in denen indigene Dorfgemeinschaften mit Landarbeitergenossenschaften auf enteignetem Hacienda-Land zusammengefasst wurden, und kämpfte für die Rückübertragung der Haciendas an die Dorfgemeinschaften. 1973 organisierte sie Landbesetzungen innerhalb der riesigen, auf Cusco-Quechua Machu Asnu („Alter Esel“) genannten Genossenschaft „Tupac Amaru II“ in der Provinz Anta in der Region Cusco, die aus zwischen 1971 und 1973 enteigneten 105 Haciendas gebildet worden war. Die Führung der Genossenschaft sprach nicht einmal die Sprache der Bauern, das Quechua. Die indigenen Bauern erreichten in den folgenden Jahren, dass die Ländereien an die indigenen Dorfgemeinschaften verteilt wurden, und 1980 wurde der „Alte Esel“ aufgelöst. 1974 organisierte die CCP Landbesetzungen in den zur Region Apurímac gehörenden Provinzen Andahuaylas und Chincheros, wo die Behörden noch nicht einmal mit der Enteignung der Großgrundbesitzer begonnen hatten. So konnte auch hier eine Übertragung der Haciendas an indigene Dorfgemeinschaften erreicht werden.
In den Jahren von 1987 bis 1989 erlangten in der CCP organisierte indigene Bauern im Departamento Puno durch Landbesetzungen große Flächen an Land zurück, nach Angaben von Hugo Blanco Galdós in der Region insgesamt 1.250.000 Hektar. Laut Enrique Mayer wurden die indigenen Dorfgemeinschaften in den Anden bis zum Ende der 1980er Jahre Besitzer des größten Teils der Ländereien, und es „wurde im Hochland die Landbesitzerklasse vollständig aus der Landschaft beseitigt“. Hugo Blanco bezeichnet dies als „großen Sieg“ der „indigenen Bewegung“, über den „selbstverständlich im offiziellen Unterricht nicht gesprochen wird“, sehr wohl jedoch unter den Indigenen der Region.
Neben den ökonomischen setzt sich die CCP auch für die kulturellen indigenen Rechte ihrer Mitglieder ein, darunter auch für eine Stärkung der Quechua-Sprache, und nimmt an nationalen und internationalen indigenen Konferenzen teil. 2001 schaffte es erstmals eine indigene Frau der CCP ins peruanische Parlament, die Aymara aus Puno, Paulina Arpasi. Seit 2001 stehen auch ökologische Ziele auf der politischen Agenda der CCP. In der Legislaturperiode von 2006 bis 2011 waren zwei Aktivistinnen der CCP Abgeordnete im peruanischen Parlament, beides Quechua-Frauen: Hilaria Supa Huamán aus der Region Cusco (vorherige Leiterin des regionalen Bauernverbandes von Cusco) und Juana Huancahuari aus Ayacucho (Vorsitzende der regionalen Landwirtschaftsorganisation von Ayacucho und Mitglied des nationalen Exekutivkomitees der CCP bis 2005). Auch von 2011 bis 2016 war eine Aktivistin der CCP im peruanischen Parlament, Claudia Coari aus der Region Puno, ebenfalls Quechua.